# 城坂城
城坂城（じょうざかじょう/じょうのさかじょう）は、長野県下水内郡栄村にあった日本の城。

## 概要
永禄・天正のころ、上杉謙信の家臣である市河定顕が築き、居城していた。1598年（慶長3年）に上杉景勝が会津に転封となった際に市河氏もそれに従い、廃城となった。